# Ctenochira haemosterna
Ctenochira haemosterna là một loài tò vò trong họ Ichneumonidae.